# متحف آغا خان للفنون الإسلامية (كندا)

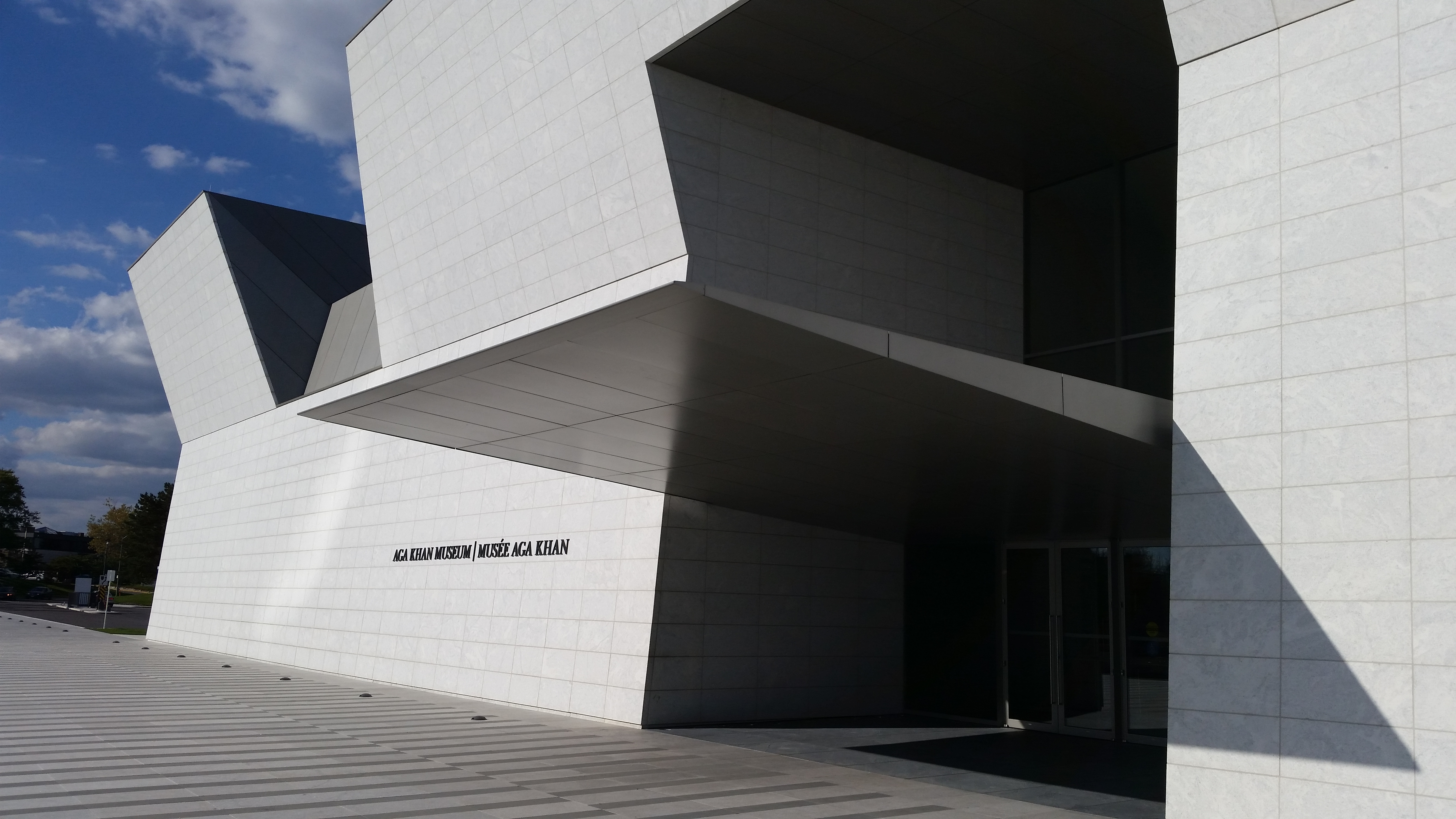
الواجهة البيضاء والمدخل.

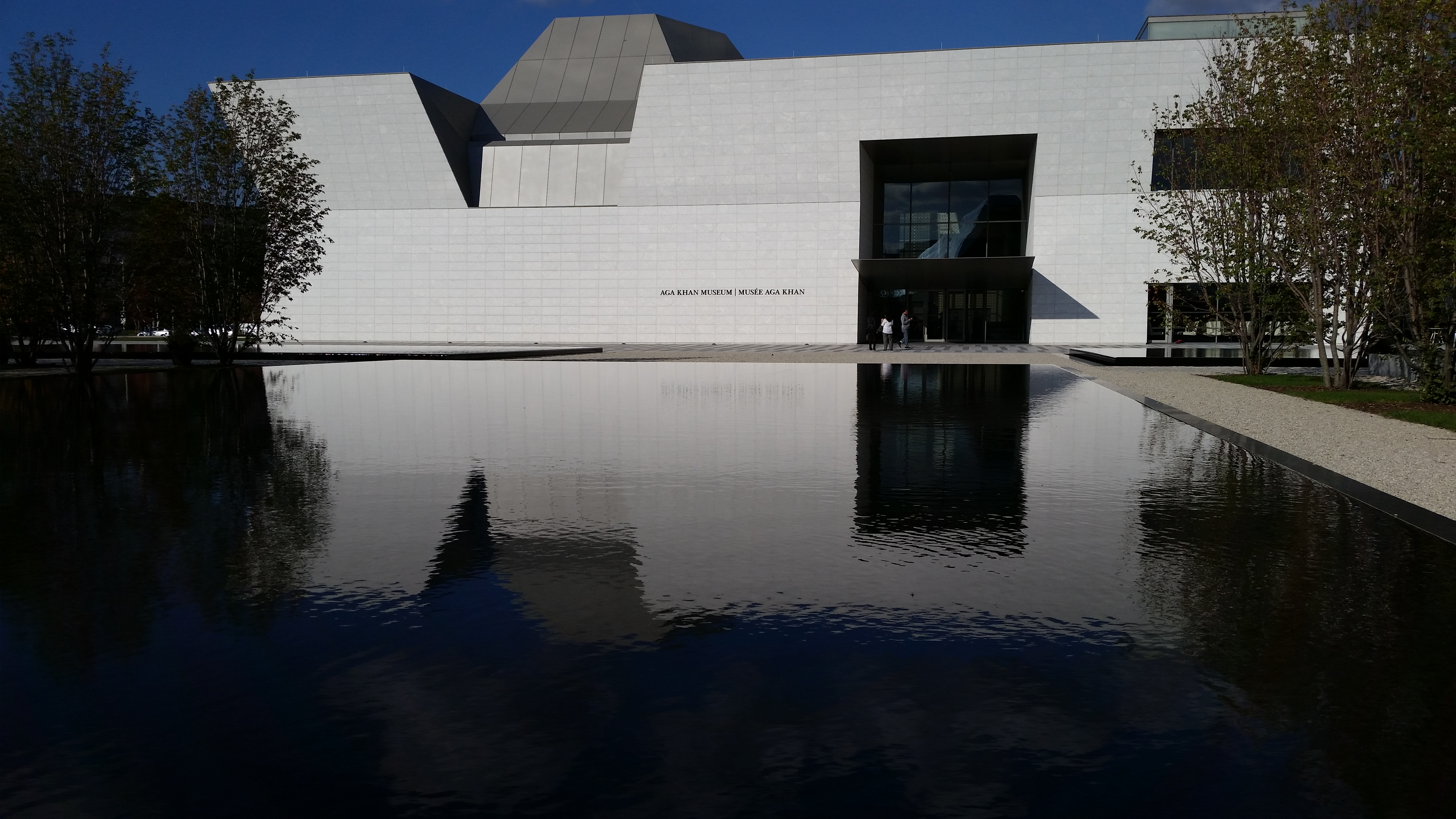
انعكاس الجزء الأمامي من المتحف على بِركة

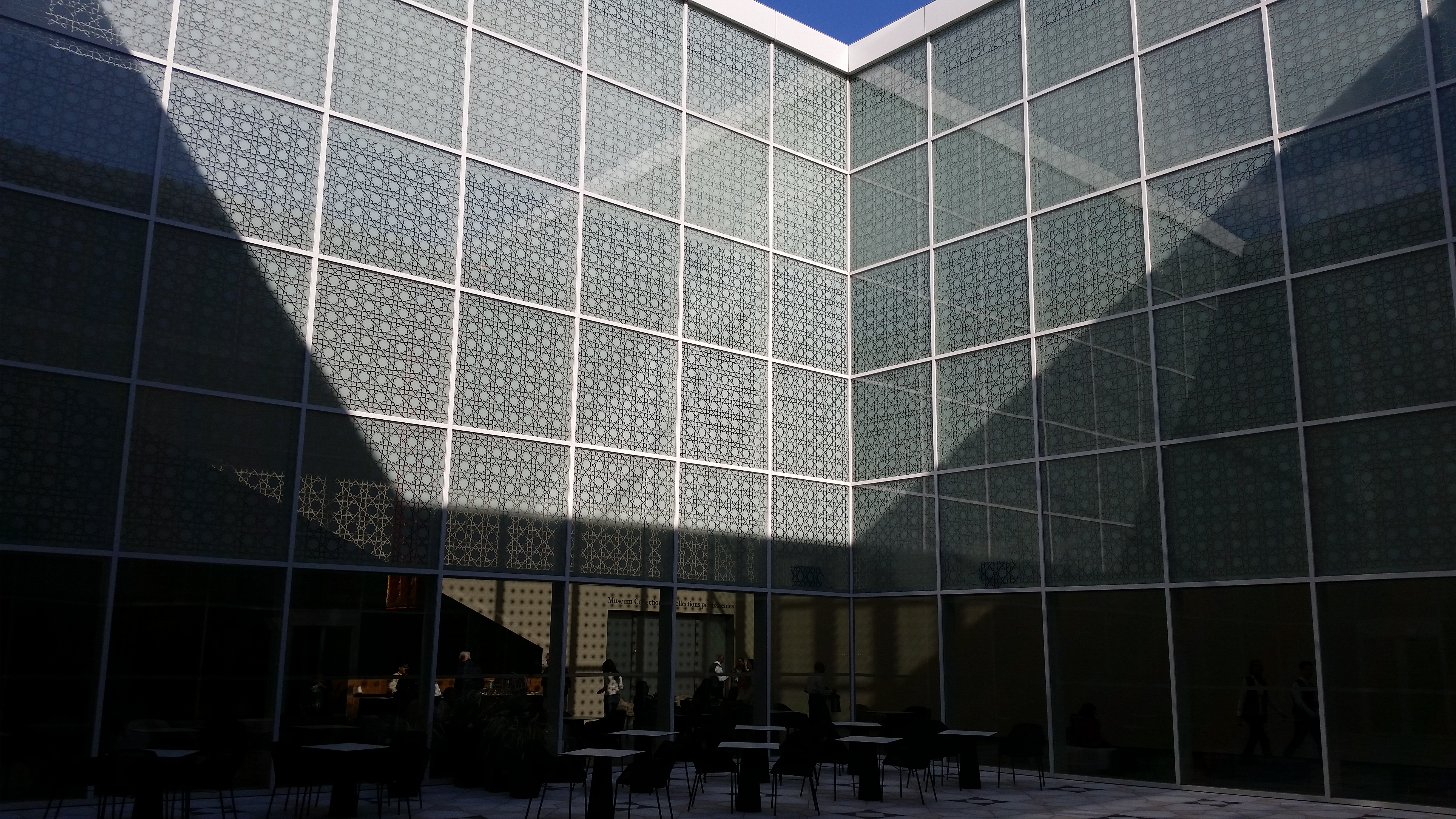
يمتاز الفناء الداخلي بسمات العمارة الإسلامية التقليدية.

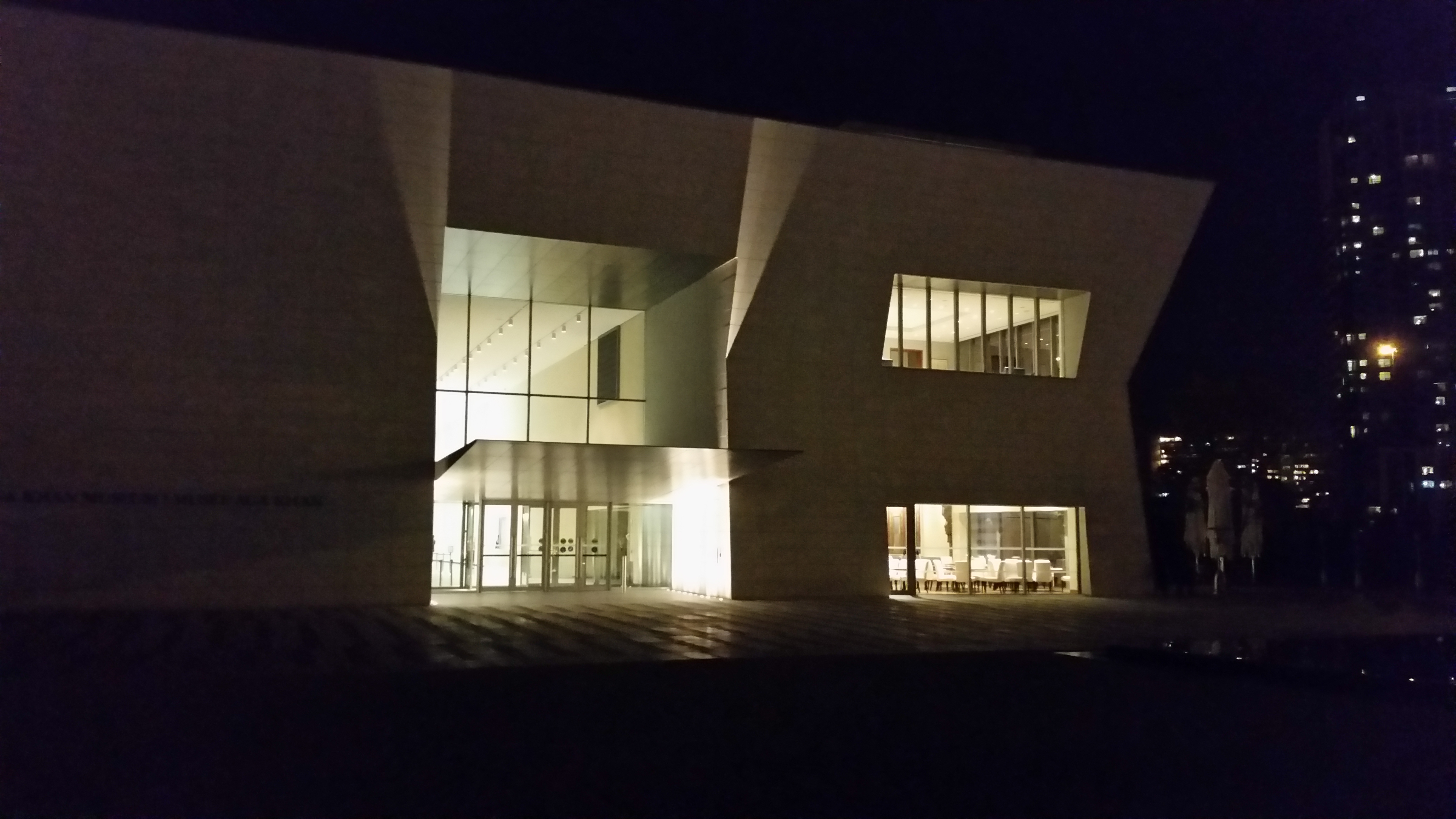
المدخل الأبيض للمتحف ليلاً

متحف آغا خان ((بالفرنسية: Musée Aga Khan)‏) هو متحف للفن الإسلامي والفن الإيراني والثقافة الإسلامية، يقع في منطقة نورث يورك في تورنتو، أونتاريو في كندا. المتحف هو مبادرة من مبادرات إدارة آغا خان للثقافة، وهي إحدى وكالات شبكة الآغا خان للتنمية. يضم المتحف مجموعة من الفنون والتراث الإسلامي، بما في ذلك قطع أثرية من مجموعات خاصة من معهد الدراسات الإسماعيلية في لندن والأمير والأميرة صدر الدين آغا خان، وهي تسلط الضوء على المساهمات الفنية والفكرية والعلمية للحضارة الإسلامية.

## التاريخ
عام 1996، اشترى آغا خان العقار 77 الواقع على طريق وينفورد من شركة شل. عام 2002، اشترى مبنىٌ مجاوراً كان ملكاً لشركة باتا للأحذية. في 8 تشرين الأول (أكتوبر) 2002، أعلنت شبكة الآغا خان للتنمية عن إنشاء متحف آغا خان والمركز الإسماعيلي والمتنزه في الموقع. على الرغم من أن مجموعات التراث كانت ترغب في الحفاظ على الموقع، إلا أن مبنى أحذية باتا هدم عام 2007 لإفساح المجال لإنشاء المشروع. وضع رئيس وزراء كندا ستيفن هاربر وآغا خان حجر الأساس للمشروع في 28 أيار (مايو) 2010.
صمم المتحف فوميهيكو ماكي الحائز على جائزة بريتزكر. هذه المنشأة التي بنيت على أرض مساحتها 10,000 متر مربع محاطة بمتنزه ضخم هو متنزه آغا خان الذي صممه معماري المناظر الطبيعية فلاديمير دجوروفيتش. أما موقع التوسعة المشترك مع المركز الإسماعيلي فقد صممه المعماري الهندي تشارلز كوريا. عمل المعماريون الثلاثة بالتعاون مع شركة عمارة «مورياما وتيشيما» مقرها في تورنتو كمعماريين رسميين للمشروع.
افتتح المتحف في 18 أيلول (سبتمبر)، 2014.

## المجموعة المعروضة

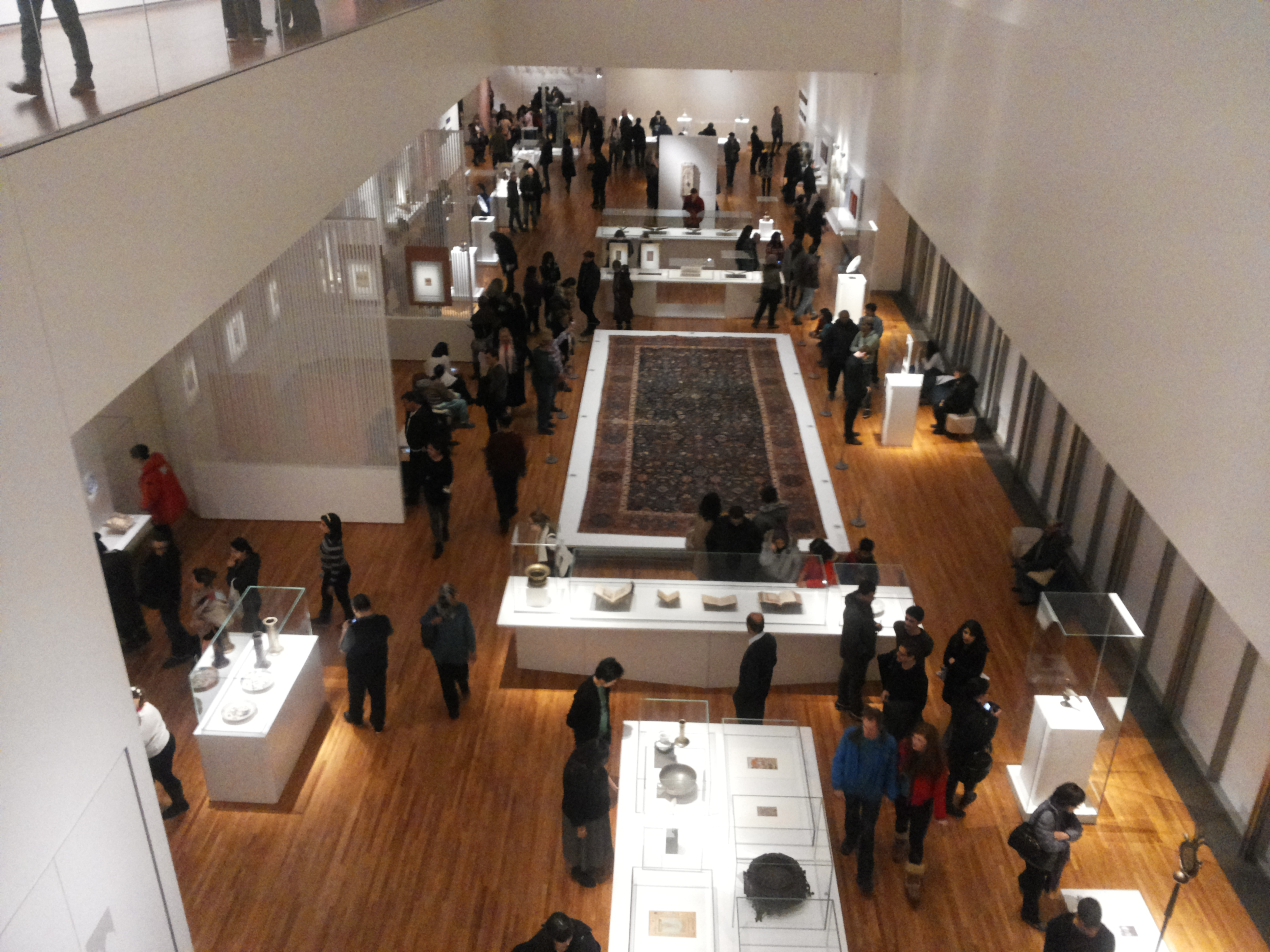
منظر داخلي

المتحف مكرس لاقتناء وحفظ وعرض وتفسير القطع الأثرية المتعلقة بالتقاليد الفكرية والثقافية والفنية والدينية للمجتمعات المسلمة ماضياً وحاضراً. من القطع الأثرية الموجودة في المتحف قطع فنية خزفية وصنع الأدوات المعدنية ولوحات فنية تغطي فترات من التاريخ الإسلامي ومخطوط لأقدم نسخة معروفة من كتاب القانون في الطب لابن سينا يعود تاريخها لعام 1052. ثمة مخطط لإدراج برنامج موسيقي، يهدف لتوسيع المعرفة بالموسيقى التقليدية في آسيا والعالم الإسلامي.
سيصبح المتحف مستودعاً للمواد التاريخية المتعلقة بالمجتمع الإسماعيلي وبرامج البحوث المحلية المرتبطة بكل جانب من جوانب اهتمامات المتحف. كما سيوفر مساحة لتبادلٍ دائم بين العالمين الإسلامي والغربي للقضايا والشؤون التعليمية والثقافية والاجتماعية والاقتصادية.
المجموعة التي تتكون من 1000 مادة تتضمن العديد من الأمثلة الرائعة على مخطوطات القرآن التي تتنوع فيها الخطوط والمادة المستخدمة والأنماط الزخرفية التي تطورت في شتى أنحاء العالم الإسلامي. من بينها مخطوط من شمال أفريقيا يعود للقرن الثامن يوضح نمط قديم جداً للخط الكوفي مكتوب على برشمان. صفحة من المصحف الأزرق تقدم مثالاُ على النص الكوفي المكتوب على برشمان مصبوغ باللون النيلي، حيث يعتبر المصحف الأزرق مخطوطاً استثنائياً تعود أصوله للقرن التاسع الميلادي من شمال أفريقيا، يعتقد بأنه خُطّ لحاكم الدولة الفاطمية في القيروان.